# První italská válka
První italská válka (1494–1498) byl konflikt otvírající dlouhodobé období válek na Apeninském poloostrově. Do bojů se zapojila většina italských městských států, Španělsko a Svatá říše římská, aby společně čelily francouzské invazi Karla VIII. do Itálie. Střet skončil vypuzením Karla VIII. zpět do Francie po bitvě u Fornova.

## Předehra
Éra italských válek započala sporem neapolského krále Ferdinanda I. Ferranta a papeže Inocence VIII., kterému Ferdinand odmítal odvádět lenní poplatky. Nezalekl se ani klatby, kterou na něj papež uvalil. Inocenc nechal vyhlásit, že Ferdinand nemá právo vládnout v Neapoli, a začal shánět spojence, kteří by mu pomohli Neapol dobýt. Nikdo se ale nenašel.
Inocenc VIII. se smířil se svým neúspěchem a těsně před svou smrtí zrušil platnost papežské buly ohledně Ferdinanda. S Neapolským králem se smířil. Ale Ferdinand už nevládl dlouho. Zemřel v roce 1494, dva roky po papeži. Jeho smrt zvířila vody evropské politiky.
Na trůn v Neapoli měl právo Ferdinandův syn Alfons II. Neapolský. Ale s ním nebyl spokojen Ludovico Sforza. Alfons totiž nesouhlasil se sňatkem jeho neteře Bianci Marii Sforzy a císaře Svaté říše římské Maxmiliána I. Habsburského. Kvůli tomuto sňatku byl totiž Ludovicovi udělen titul vévody v Miláně a Maxmilián získal přes 800 tisíc dukátů věna.
Druhý, kdo stejně jako Ludovico odmítl uznat Alfonsovo nástupnické právo, byl francouzský král Karel VIII. Ten měl jako dědic dynastie Anjouvců na trůn v Neapoli právo. Když ho Ludovico Sforza vyzval, aby do Itálie vpadl a Neapolské království dobyl, král tak učinil.
K invazi ho přesvědčovali i Giuliano della Rovere, budoucí papež Julius II., který věděl, že Alfons má podporu jeho soka papeže Alexandra VI., kterému se chtěl pomstít.

## Průběh války

### Tažení Karla VIII.

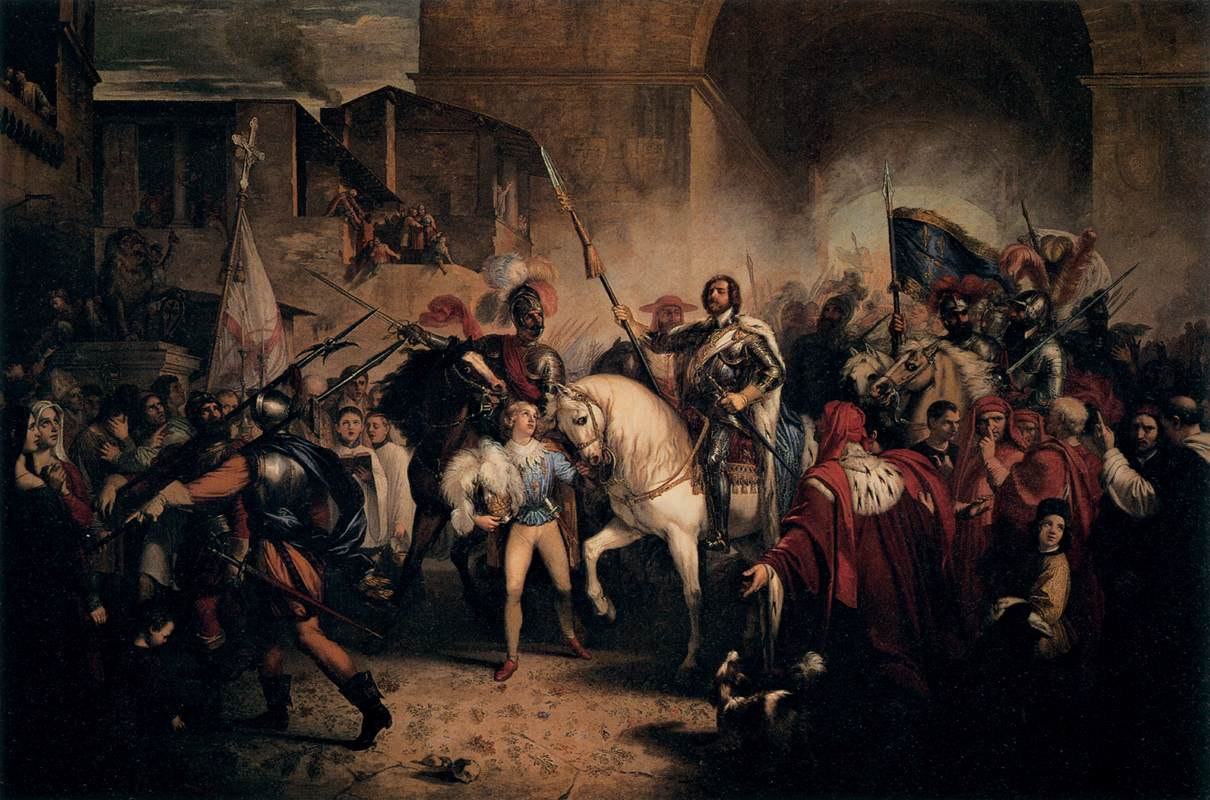
Vstup Karla VIII. do Florencie, autor: Giuseppe Bezzuoli

Karel VIII. do Itálie přitáhl v roce 1494 s obrovským vojskem 25 tisíců mužů (včetně 8 000 švýcarských žoldnéřů), nepočítaje dělostřelectvo a obléhací stroje. Strach z tohoto vojska posílily i zprávy z Florencie, ke které se Karel VIII. přiblížil první.
Obyvatelstvo bylo sklíčeno strachem před rabováním, loupením, vypalováním, zabíjením a znásilňováním. Proto Florenťané svrhli medicejskou vládu v čele s Pierem de' Medici řečeným Nešťastný. Nastolili ve městě skutečnou republiku, na kterou si Medicejové jen hráli, a podpořili Francouze.
V prosinci 1494 se Karel přiblížil k Římu, kde sídlil znepřátelený papež. Alexandr VI. ale jako zručný diplomat dokázal město usmířit, takže Karel VIII. Řím získal bez boje. V únoru 1495 dosáhli Francouzi Neapole. Stačilo na to několik dní a téměř se zde nebojovalo. Karel VIII. triumfálně vstoupil do města jako vítěz. Ale jeho vítězství nemělo trvat dlouho. Italské městské státy, z nichž se většina Karlu VIII. při jeho tažení do cesty nepletla, si náhle uvědomily, že Neapol byla jen začátek.

### Svatá benátská liga

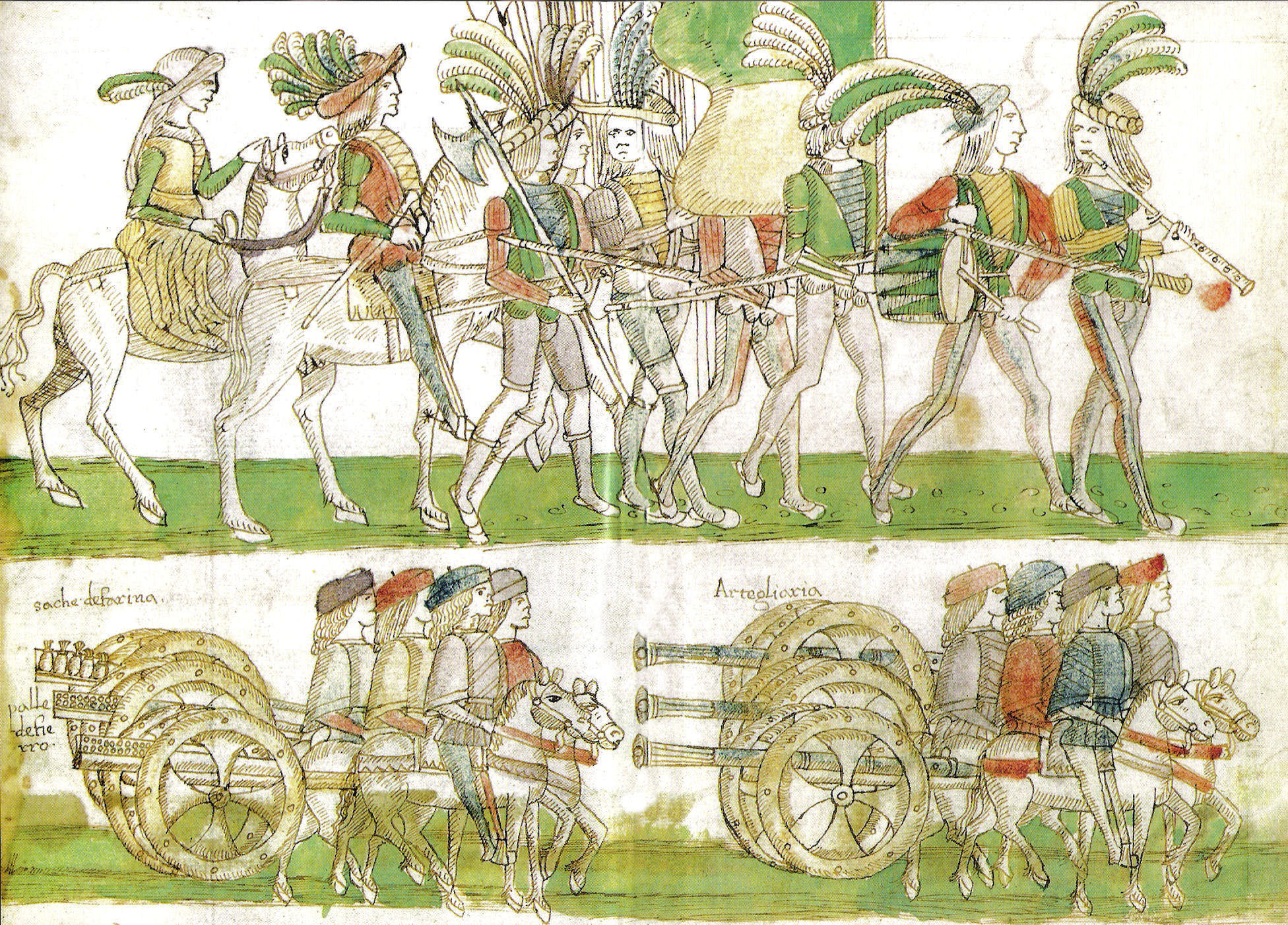
Vstup Francouzů do Neapole

Alexandr VI. počítal od samého začátku s tím, že se italské městské státy nakonec Karlovi postaví. Dokonce i jeho dosavadní spojenec Ludovico Sforza se od něj odklonil. Papež se tedy postaral o to, aby se v boji s cizáky všichni vládci sjednotili.
Kromě Milánského vévodství a Benátské republiky na stranu italských městských států přivedl i španělského a sicilského krále Ferdinanda II. Aragonského a císaře Maxmiliána I. Společně s papežskými státy tak všichni utvořili Svatou benátskou ligu z roku 1495.
Jelikož Karel VIII. nechtěl zůstat uvězněný v Neapoli, aby na něj mohly státy svaté ligy dorážet, rozhodl se Itálii opustit. Podařilo se mu sice v bitvě u Seminary porazit Španěly a Neapolce pod velením jejich nového krále Ferdinanda II. Neapolského, syna zesnulého Alfonsa II., ale v Lombardii padl do léčky, kterou mu ustrojil kondotiér Francesco II. Gongaza, velitel vojsk italské koalice. Střetli se spolu 6. července 1495 v bitvě u Fornova.
I když Karel VIII. utržil menší ztráty a v bitvě zvítězil, mohla se vojska Benátčanů a Miláňanů radovat více. Francouzi totiž byli natolik oslabení, že museli zanechat v Itálii většinu své válečné kořisti a rychle Apeninský poloostrov opustit.
První italská válka tak skončila vítězstvím Benátek. Ferdinand II. Neapolský po vyhnání Francouzů opět přejal vládu nad Neapolským královstvím. Karel VIII. se sice chtěl do Itálie vrátit a znovu Neapol dobýt, ale dříve, než přeskupil své vojsko, zemřel. V jeho dílu pokračoval jeho nástupce Ludvík XII. ve druhé italské válce.